# チーター属
チーター属（Acinonyx）とは食肉目ネコ科ネコ亜科の属。

## 分類
チーター属はピューマ属と最も近縁である。絶滅種を含めた種は以下の通り。
- Acinonyx jubatus チーター　(Schreber, 1775)
- †Acinonyx pardinensis ジャイアントチーター　(Croizet et Jobert, 1828[3])
- †Acinonyx intermedius　(Thenius, 1954[4])
- †Acinonyx aicha　(Geraads, 1997[5])